# Konec
Konec – wieś w Słowenii, w gminie miejskiej Novo mesto. W 2018 roku liczyła 76 mieszkańców. 